# Toni Grand
Pour les articles homonymes, voir Toni et Grand.
Toni Grand, né Antoine Pierre Charles Grand le 2 février 1935 à Grand-Gallargues (Gard) et mort le 29 novembre 2005 à Arles (Bouches-du-Rhône) est un sculpteur français.
Bien que se défendant d'y appartenir, il est considéré comme proche du mouvement Supports/Surfaces.

## Biographie
Toni Grand passe son enfance à Gallargues-le-Montueux, dans le Gard, proche des paysages de Camargue. Il fréquente la maison Armangaud, un collège à Aigues-Vives, où il rencontre Claude Viallat, son ami peintre qui venait d'Aubais.
Il fait des études littéraires à Montpellier, puis y étudie un an à l'école des beaux-arts. Il rencontre à cette époque sa future épouse, Amélie Vasseur.
Il commence la sculpture en 1955.
En 1958, il est envoyé en Algérie, durant deux années, au cours desquelles il continue de sculpter. Il revient en 1960 avec un cheval, qu'il avait appelé Tout Seul.
Installé au mas du Mouton, à Mouriès, il épouse Amélie Vasseur en 1961, avec qui il aura une fille, Julia, un an plus tard.
Il effectue plusieurs séjours de six mois à Paris pour « apprendre le métier », notamment dans l'atelier de Marta Pan qui avait elle-même été élève de Constantin Brancusi.
En 1967, Toni Grand expose à la 5e Biennale de Paris. Il travaille principalement le plomb, l'acier et l'aluminium.
Il découvre le mouvement Supports/Surfaces lors de l'exposition de l'ARC au musée d'Art moderne de Paris en 1968. Leurs relations sont souvent restées confuses, cependant Grand s'explique dans un entretien avec Bernard Ceysson : « Je ne me suis vraiment lié avec Saytour, Valensi, Pagès que lorsque j'ai été amené à vivre à Nice. Viallat en était déjà parti. Cette rencontre a été fructueuse. J'avais alors abandonné l'atelier pour l'enseignement. La perspective du métier de sculpteur me paraissait alors fermée. J'ai eu avec Saytour, Valensi des discussions théoriques qui m'ont permis de formuler tout ce qui est à l'origine de cette désaffection pour le travail en atelier. Mais je n'ai pas participé au travail théorique fondamental ».
Il enseigne alors à l'École des beaux-arts de Paris, jusqu'en 1976, puis à Marseille.
En 1982, il est choisi avec Simon Hantaï pour représenter la France lors de la Biennale de Venise.
Il enseigne à l'École des beaux-arts de Nîmes à partir de 1986.
Il expose une dernière fois ses œuvres en institution en France en 1994 à la galerie nationale du Jeu de paume à Paris. La dernière exposition institutionnelle de Toni Grand date de 2000 à la Renaissance Society à Chicago aux États-Unis.
Toni Grand meurt à Mouriès le 29 novembre 2005.

## Démarche artistique
Toni Grand cherche avant tout un dialogue avec les matériaux, ce que Bernard Ceysson qualifiera de pratique matérialiste, plutôt que dialectique. Il cherche à abolir la représentation, adopte une position déconstructiviste de la sculpture. Il s'intéresse particulièrement à l'expérience sur la figure, son apparition et les conditions de son apparition.
Toni Grand connaît trois périodes artistiques qui se chevauchent et ne sont pas strictement différentes dans leurs thématiques.
Jusqu'à la fin des années 1960, il travaille essentiellement le plomb, l'aluminium et l'acier. De la fin des années 1960 à la fin des années 1970, il se consacre principalement à la sculpture sur bois. À partir du milieu des années 1970, il travaille dans son atelier de Mouriès avec des résines de synthèse appliquées à envelopper des pierres, du bois, des ossements ou encore des poissons.
Si l'on considère les titres de ses œuvres, on constate qu'ils ne font jamais référence à l'objet fini, à une interprétation possible de la forme. Ils traduisent d'une manière assez froide et technique les différentes opérations effectuées sur le matériau.
Cependant l'artiste évacue toute recherche de symbolique dans la matière. Il explore l'inconnu, le hasard, adoptant un matériau pour ce qu'il propose de forme : « Pour ma part j'ai pris le côté où la figure met en jeu un support grossier, vulgaire, impoli, plutôt qu'un support poli, civilisé et urbain ».
Le bois, parce qu'il était facile d'accès, informe, fut un de ses matériaux majeurs, jusqu'à l'épuisement : « Pas un beau morceau de bois, pas un morceau riche avec une histoire compliquée, mais un morceau, quelque chose de largement suffisant pour amorcer quelque chose ».
La résine stratifiée fut un élément important de son travail, lui permettant de recouvrir, de dénaturer le matériau pour la forme. Elle lui permit d'obtenir des nuances de transparence ou de couleur, de relier, de modeler : « Comme matière et technique, il réalise tout à fait son emploi, sans être à aucun moment un ralentissement ou un obstacle. […] La technique et la forme ne font qu'une, une totalité en mouvement[réf. nécessaire] ». Un aspect qu'il a parfois abordé en recouvrant certaines œuvres de peinture.
La pierre vint après le bois proposer un nouvel élan au travail du sculpteur. Toni Grand les ramassait et les gardait telles qu'elles, comme sujet de départ : « Au lieu de l'action immédiate et rapide qui était la découpe dans le bois, il y a ici lenteur très salivée et abandon du morcellement. Ce sont au contraire des réunions[réf. nécessaire] ». Tout comme les ossements utilisés pour la sculpture Cheval majeur, la pierre enrobée dans le stratifiée ne laisse pas apparaître les traces du travail réalisé, elle existe comme un tout informe et difficilement pénétrable.
Les poissons, souvent des congres ou des anguilles, n'entrent pas non plus pour l'artiste dans une dimension symbolique, affective ni provocatrice. Seulement un matériau, avec ses qualités et ses défauts : « Le poisson est, au sens littéral, un matériau plus bas que terre […]. Techniquement, c'est plus facile à mettre en œuvre. Les poissons n'ont pas de poils et pas de pattes ».
Toni Grand refuse l'idée de socle ou de sculpture in situ. On peut qualifier son travail d'atopique. Lors de la Biennale de Paris de 1967, il retournait chaque jour ses sculptures pour n'en privilégier aucune face. Il s'exprime sur l'idée de lieu dans un entretien avec Catherine David : « La relation de la sculpture au lieu est forcément paradoxale, je la situe hors toute règle possible. Peut-être faut-il transporter des sculptures dans des lieux par hasard et encore en se trompant ». Il imaginait aisément une sculpture autonome, pour rien, sans destinataire voire cachée.

## Œuvres
- Sans titre, 1981, Acier, 12 éléments, installation de douze « paquets » d'acier posés au sol, sans perte de matière, période du travail de l'acier[réf. nécessaire].
- Bois sec équarri, abouté en ligne courbe fermée, 1976, pièce caractéristique de la période du travail sur bois de l'artiste[11].
- Cheval majeur, 1985, Os et stratifié, 2 éléments, sculpture d'ossements enveloppés dans la résine, ou développés par la résine[réf. nécessaire].
- Triptyque, 1987-1988,  composé de Sans titre, 21.09.88, Sans titre, 05.10.87, Sans titre, 06.12.87, poissons et stratifié polyester[12]

## Expositions

### Expositions personnelles
- 1967 : 5e Biennale de Paris.
- 1974 : première exposition personnelle, galerie Eric Fabre, Paris.
- 1975 : galerie Le Flux, Perpignan.
- 1976 : « Toni Grand - Bernard Pagès », musée d'Art et d'Industrie, Saint-Étienne.
- 1977 : « Toni Grand - Sculptures », galerie Athanor, Marseille.
- 1978 : galerie Albert Baronian, Bruxelles.
- 1979 : galerie Kom Wi, Tokyo.
- 1980 : « Toni Grand - Sculptures », Musée savoisien, Chambéry.
- 1982 : Biennale de Venise.
- 1981 : salles romanes du cloître Saint-Trophime, Arles.
- 1983 : ARCA, Marseille.
- 1986 : galeries contemporaines, Centre Georges-Pompidou, Paris[13].
- 1987 : galerie Jacques Girard, Toulouse.
- 1988 : galerie Arlogos, Nantes.
- 1988 : galerie de Paris, Paris.
- 1989 : musée d'Art contemporain, Lyon.
- 1990 : musée Rodin, Paris.
- 1991 : musée des Beaux-Arts, Nantes.
- 1993 : musée d'Art moderne, Céret.
- 1994 : galerie nationale du Jeu de Paume.
- 1998 : École régionale des beaux-arts, Le Mans.
- 2000 : Renaissance Society, Chicago, États-Unis[14].
- 2001 : galerie Arlogos, Paris.
- 2002 : galerie-librairie Philippe Pannetier, Nîmes.
- 2003 : musée des Beaux-Arts, Nantes, présentation de la donation.
- 2013 : Mamco, Genève[13],[15].
- 2024:  Musée Fabre, Montpellier[13],[16].

### Expositions collectives
- 1978 : Toni Grand / Claude Viallat, Avignon.
- 1980 : Cantini 80, musée Cantini, Galerie de la Charité, Marseille ; 6e Foire internationale d'art contemporain, Grand Palais, Paris ; Chacallis, Charvolen, Grand, Jaccard, Viallat, galerie Athanor, Marseille.
- 1984 : An international survey of recent painting and sculpture, Museum of Modern Art, New York.
- 1985 : Sculptures-Préfiguration d'un Parc, Fondation Cartier pour l'Art contemporain, Jouy-en-Josas.
- 1987 : L’époque, la Mode, la Morale, la Passion, Centre Georges-Pompidou, Paris.
- 1990 : 44e Biennale de Venise, Fondation Peggy Guggenheim, Venise ; Le Bel Âge, château de Chambord.
- 1991 : L'amour de l'art, Biennale d'art contemporain, Lyon.
- 1993 : Du simple au double, musée d'Art moderne, Céret.
- 1997 : Made in France, MNAM Centre Georges-Pompidou, Paris ; Documenta X, Cassel, Allemagne.
- 2000 : Prélèvement d'espaces, FRAC Provence-Alpes-Côte d'Azur, galerie Friche de la Belle de Mai, Marseille.
- 2001 : Vides inclus, collection FRAC Bretagne, galerie du Cloître, École des beaux-arts, Rennes.
- 2002 : Nouvelles acquisitions, musée national d’Art moderne, Centre Georges-Pompidou, Paris.
- 2003 : « Quelques cabinets d’amateurs, le cabinet de Gabriel Orozco », FRAC Picardie, Amiens.
- 2007 : musée des Beaux-Arts de Marseille, Peter Friedl, Toni Grand ; Atelier Brancusi, Paris.
- 2009 : Art & Language (Mel Ramsden et Michael Baldwin) Toni Grand. Exposition à l'École supérieure des beaux-arts du Mans, du 7 au 28 mars 2009.
- 2017 : De Nature en Sculpture, Fondation Villa Datris, L'Isle-sur-la-Sorgue[17]